# Журавно
Журавно — селище Журавенської селищної громади, Стрийського району, Львівської області, розташоване у межиріччі Дністра і Свічі.

## Назва
Журавно (пол. Żurawno, тур. İzvança) в радянські часи офіційно називалося Журавне. 18 грудня 1990 року було повернуто традиційну назву на -о. Назва походить від чорних журавлів, які селилися в тих краях. У дорадянській українській мові відбувалося випущення звуку Н у словах похідних від топонімів закінчених на -на, -не, -ни, -ний, -но, щоб запобігти збігові приголосних. Згідно з тодішньою парадигмою мало би бути:
Жура́вно — жура́венський — жура́венщина — жура́венець.

## Місцевагеральдика
- Герб міста затверджений 4 квітня 1994 р. [Архівовано 10 вересня 2011 у Wayback Machine.]
- Хоругва міста затверджена 10 березня 1995 р. [Архівовано 12 серпня 2016 у Wayback Machine.] (автор — відомий український геральдист Андрій Гречило)

## Історія

### У складі Королівства Польського, Речі Посполитої
Перша письмова згадка — 1435 рік. У книгах Галицького гродського суду за 1445 рік Журавне вже фігурує як містечко. До кінця XV ст. Журавно належало до родини Ходорівських-Журавнінських. 1468 року дідич поселення Ян Ходоровський (або Ян з Ходороставу) заснував у Журавному на ринку римо-католицьку парафію і побудував костел, який носив титул Відвідання Пресвятої Діви Марії та святих Войцеха, Валентина, Кузьми, Дем'яна, Катерини, Варвари, Дороти і Маргарити.
Тепер костелу вже немає, а Служби Божі відбуваються в каплиці Чорторийських і Скшинських на старому цвинтарі.
У старовину місто було осередком видобутку та обробки алебастру. Поклади цього чудового та рідкісного мармуру простяглись вздовж лівого берега Дністра на горах, що називають «Бакоцино».
На початку XVI ст. містечко перебувало в руках родини Реїв, а в другій половині знову повернулося до попередніх власників – Ходорівських-Журавнінських. Наприкінці XVI ст. було у володінні Жолкевських, потім перейшло до Сапіг.
Поселення вигідно розташовувалося посеред річок. Його оточували земляні фортифікації. Їх підсилював замок, який стояв у північно-західній частині над річкою. До міста вели чотири брами. Головною була Стрийська (або Західна) брама. На південь від неї йшла міська стіна, яка продовжувалася єврейською синагогою. Східну браму підсилював мурований костел з контрфорсами. З півночі місто захищали річка Дністер та стіни жіночого монастиря. Міські укріплення та замок у Журавному зафіксовані на карті Боплана.
Маґдебурзьке право — з 1563 року.
1676 року польські війська короля Яна III Собєського майже місяць вели жорстокі бої зі 100-тисячною турецькою армією Ібрагіма Шейтана на «Журавенських полях» між ріками Дністер та Свіча. Невдовзі в околицях міста супротивники уклали Журавенський мир, який завершив польсько-турецьку війну 1673–1676 років і зупинив турецьку експансію, жертвою якої 4 роки перед тим став Кам'янець-Подільський. У 200-ту річницю тієї події в Журавному встановили пам'ятник у формі кам'яної колони на високому постаменті, який зберігся і досі.
Шляхтич Станіслав Цьолек Понятовський був власником «Журавненського ключа» (місто та кілька сіл) у Жидачівській землі (повіті) Руського воєводства.

### У складі імперії Габсбурґів
З 1790 р. місто стало власністю Адама Жебровського . У цей час Журавне перетворилося на великий торговельний центр, мало бруковані каменем вулиці, всі будинки на ринку також були муровані з каменю. Враховуючи заслуги Жебровських у розвитку міста, вдячні нащадки обрали герб цього роду за герб Журавного.

### 1914—1918 роки
3 березня 1918 року в місті відбулось «свято державності і миру» (віче) на підтримку дій уряду Української Народної Республіки, на якому були присутні близько 15000 осіб.

### Західноукраїнська Народна Республіка
Місто не було звільнене від польських окупантів у результаті Чортківської офензиви (наступу) УГА.

### Польська окупація
1 квітня 1927 р. до міста Журавно приєднане село Побережжя Жидачівського повіту Станиславівського воєводства. На 1933 р. Журавно складалося з середмістя (303 двори) і передмість: Побережжя (119 дворів), Адамівка (102) та Слобідка (82).
У 1939 році в місті проживало 4300 мешканців (2100 українців-греко-католиків, 500 українців-латинників, 500 поляків і 1200 євреїв).

### УРСР
У 1939–1941 та 1944–1959 рр селище було центром Журавнівського району.

## Політика

### Парламентські вибори, 2019
На позачергових парламентських виборах 2019 року у селищі функціонували окремі виборчі дільниці № 460394 і 460395, розташована у приміщенні народного дому і ліцею.
Результати
- зареєстровано 2575 виборців, явка 45,79%, найбільше голосів віддано за «Слугу народу» — 31,89%, за «Голос» — 17,90%, за «Європейську Солідарність» — 11,28%.[12] В одномандатному окрузі найбільше голосів отримав Андрій Кіт (самовисування) — 31,21%, за Володимира Наконечного (Слуга народу) — 18,79%, за Андрія Гергерта (Всеукраїнське об'єднання «Свобода») — 18,11%[13].

## Населення

### Мова
Розподіл населення за рідною мовою за даними перепису 2001 року:
| Мова            | Кількість | Відсоток |
| --------------- | --------- | -------- |
| українська      | 3624      | 99.15%   |
| російська       | 13        | 0.36%    |
| польська        | 3         | 0.08%    |
| румунська       | 3         | 0.08%    |
| білоруська      | 1         | 0.03%    |
| угорська        | 1         | 0.03%    |
| інші/не вказали | 10        | 0.27%    |
| Усього          | 3655      | 100%     |

## Транспорт

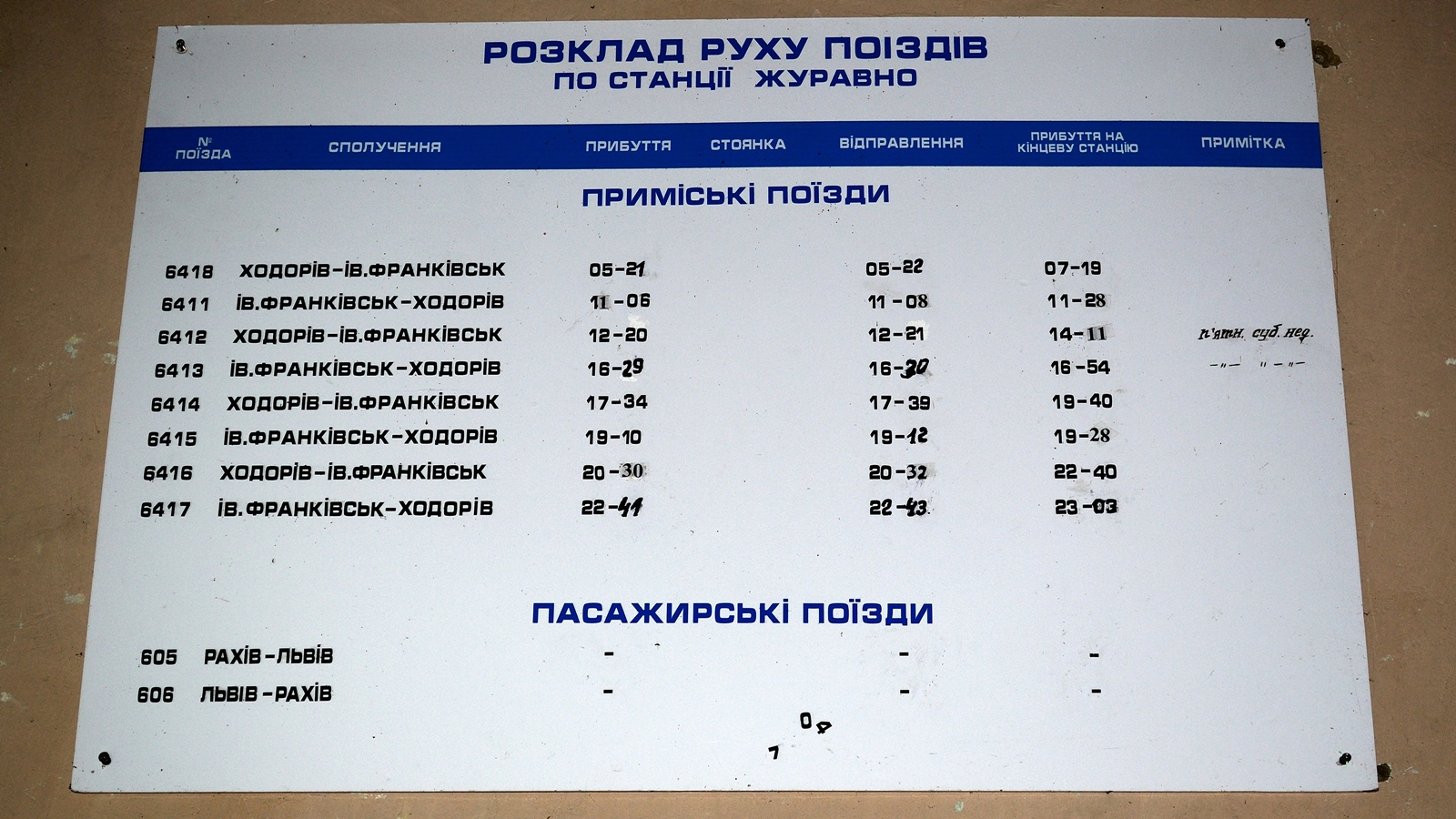
Графік руху поїздів на станції Журавне

Містечко знаходиться за 70 км від Львова. Зі Львова до Журавна прямих поїздів немає. Слід мати на увазі, що залізнична станція Журавно знаходиться на відстані 10 кілометрів від самого населеного пункту, і жодного автобусного сполучення між нею і Журавним наразі — не має. Найкраще добиратись зі Львова автобусами: Львів-Журавно, або Львів-Калуш приблизно до 2 годин. Проте частина регіональної автодороги Бібрка-Жовква-Городок-Калуш-Бурштин, між Жидачевом та Журавним в незадовільному стані.

## Пам'ятки культури та природи
- Журавнівська ратуша
- Палац Скшинських-Чарторийських (поч. XX ст., неокласицизм; тепер дитячий протитуберкульозний санаторій), на його території — дендропарк[d] (300-річне тюльпанове дерево, гінкго, стробус), Конюшня-манеж[d], Службовий будинок[d]
- католицька каплиця Чарторийських-Скшинських
- Братська могила радянських воїнів[d];

## Поштові індекси
81780, 81781

## Вулиці
В. Стуса, Валова, Вишнева, Гагаріна, Галечко, Галицька, Грушевського, Діброви, Дорошенка, Жидачівська, Зелена, Івасюка, Коцюбинського, Крехівська, Лесі Українки, Мазепи, Миру, Надбережна, Олени Степанівни, Паламара, Пекарська, Перевізна, Перемоги, пл. Бандери, Побережна, Рея, Сагайдачного, Садова, Свободи, Січових Стрільців, Слобідка, Стефаника, Стрийська, Франка, Хмельницького, Чубинського, Шевченка, Шептицького, Шухевича, Я. Мудрого.

## Пам'ятки

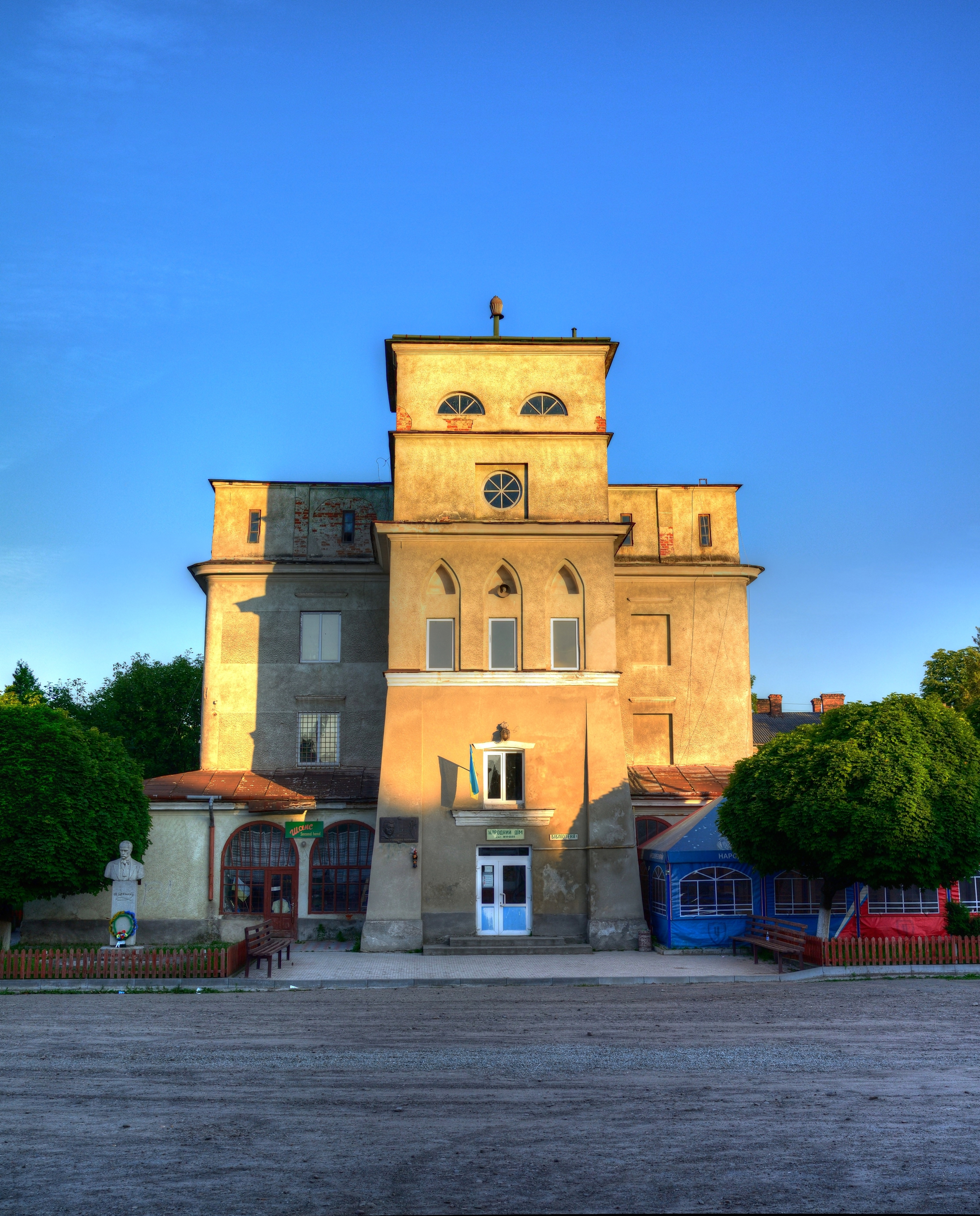
Журавнівська ратуша

Ратуша. Найвражаючою спорудою центру Журавна є ратуша, збудована на початку XX століття. Навряд чи десь у маленьких містечках можна знайти таку потужну споруду магістрату. Місцями вона нагадує оборонну синагогу. На фасадах ратуші й вежі майже немає елементів декору, тому вся будівля виглядає масивною і нагадує невеликий замок або храм оборонного типу. Строгість споруди дещо пом'якшують вікна ратушної вежі. Так над трьома вікнами третього поверху (над головним входом) є три сліпі вікна готичного типу, на рівні четвертого поверху (в отворах для циферблатів годинника) зроблені округлі вікна типу «троянда», а над ними ─ по два «віялові» вікна. Усі ці вікна разом з контрфорсами надають ратушній вежі рис готики [2].
Палац Скшинських (палац Скшинських-Чарторийських). Наприкінці XVIII ст. Адам Жебровський збудував у Журавному величний палац у стилі класицизму. Він був у вигляді підкови із симетрично розташованими двома крилами. На території палацового комплексу був зимовий сад і альтанка, обрамлена чавунною балюстрадою. Навколо палацу було закладено ландшафтний парк. Той старий палац згорів у 1904 році.
Того ж року власник Журавного Антоній Скшинський в ста метрах від згорілого палацу збудував новий палац (арх. В. Садловський) у стилі французького неоренесансу. У міжвоєнний період його перебудував останній власник Казимир Чарторийський.
За радянської влади в колишньому палаці обладнали протитуберкульозний санаторій. У 2004 році він сильно постраждав від пожежі, і сьогодні стоїть пусткою [2].

## Релігія
Діє церква Св. Архістратига Михаїла (1888 р.) УГКЦ.
Католицька каплиця Скшинських-Чарторийських

## Персоналії
- Миколай Рей (1505–1569) — польський письменник і поет-мораліст, релігійний полеміст епохи Відродження, політик, музикант.
- Ходоровський Александр Стефан — дідич Журавного, польський шляхтич руського походження, військовик, урядник.[15]
- Мойсей Розенман[de] (1867–1948) — австро-ізраїльський рабин
- Лео Аллерганд[d] (1874–1942) — чеський лікар, доктор медицини, жертва Голокосту.
- Адам Опольський (1878–1943) — польський інженер, архітектор.
- Карл Візел[de] (1881–1941) — австрійський підприємць і кінопродюсер, піонер мюнхенського кіно.
- Аврагам Меїр Габерман[he] (1901–1980) — ізраїльський поет і дослідник єврейської літератури Середньовіччя.
- Підгородецький Степан (1897–?) — український січовий стрілець (1 сотня), вістун, Журавно — Жидачів.
- Фелікс Блоцькі[pl] (1905–1975) — польський професор, інженер-електрик, телекомунікаційник.
- Галяс Василь Терентійович (1921–2006) — український історик, бібліограф. Старший лаборант кафедри історії України Одеського університету імені І. І. Мечникова
- Арділь Ольга — 1921 р.н., зв'язкова ОУН.
- Тереза Марія Ростворовська[d] (1923–1981) — польська скульпторка, реставраторка, донька Казімєжа Чарторийського[pl], дружина Генрика Ростворовського[pl]
- Снятецький Семен (?-1943) — один з організаторів формувань УПА на Волині, член військового штабу, ад‘ютант штабу УПА на Волині.
- Вітрук Володимир Васильович (1929—1984) — український мистецтвознавець, етнограф, колекціонер.
- Януш Богдан 1940 р.-01.04.2003 р. — український поет, автор поетичних збірок " Кришталеві дзвони " (1999 р.), " Відлуння пройдених доріг " (2000 р.), " Рубаї " (2001 р.).
- Олеськів Ігор Степанович (1976—2016) — вояк ЗСУ, учасник російсько-української війни[16].
- Осійчук Ореста (1982) — українська письменниця.

## Світлини

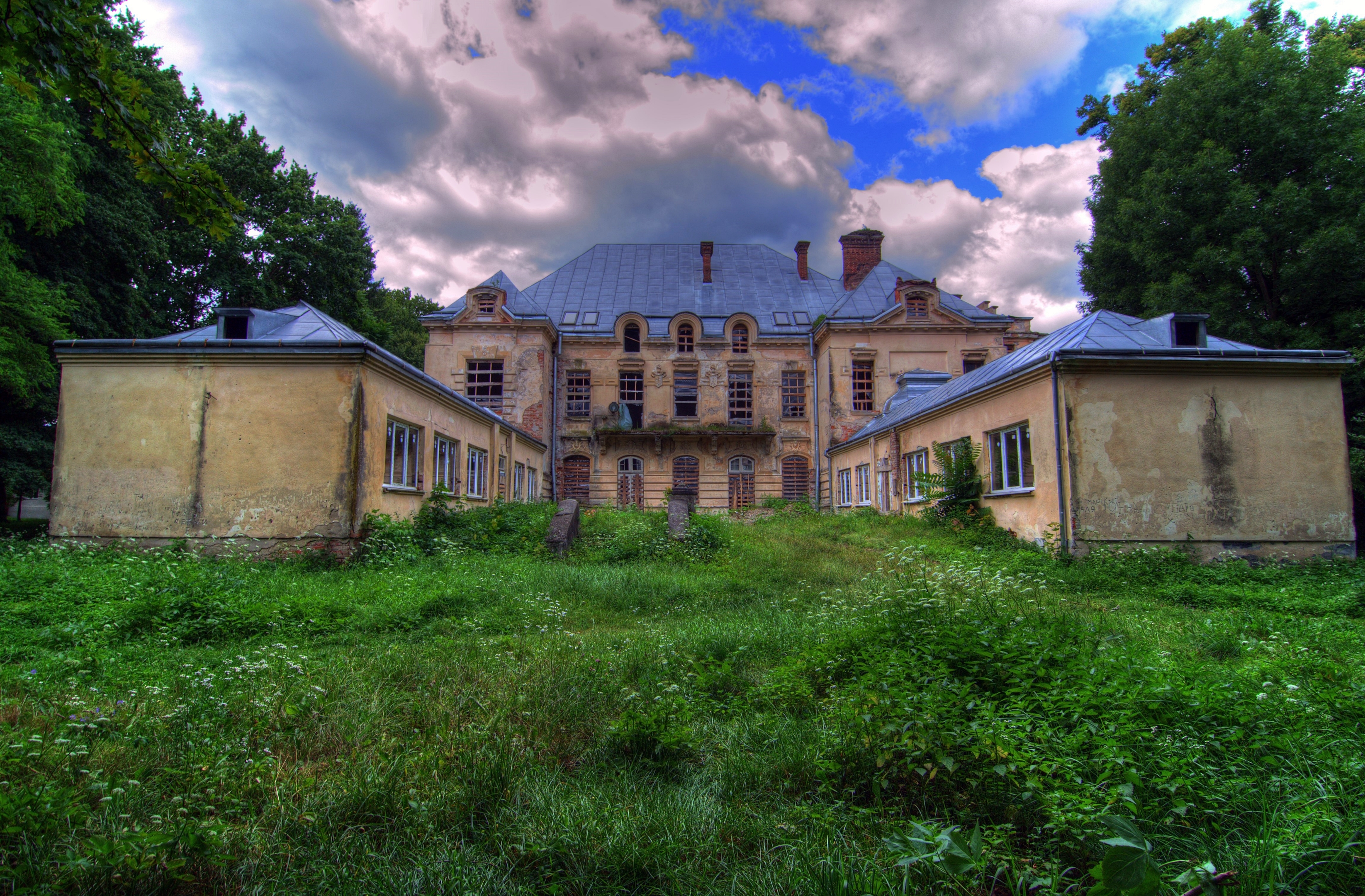
Палац Чарторийських
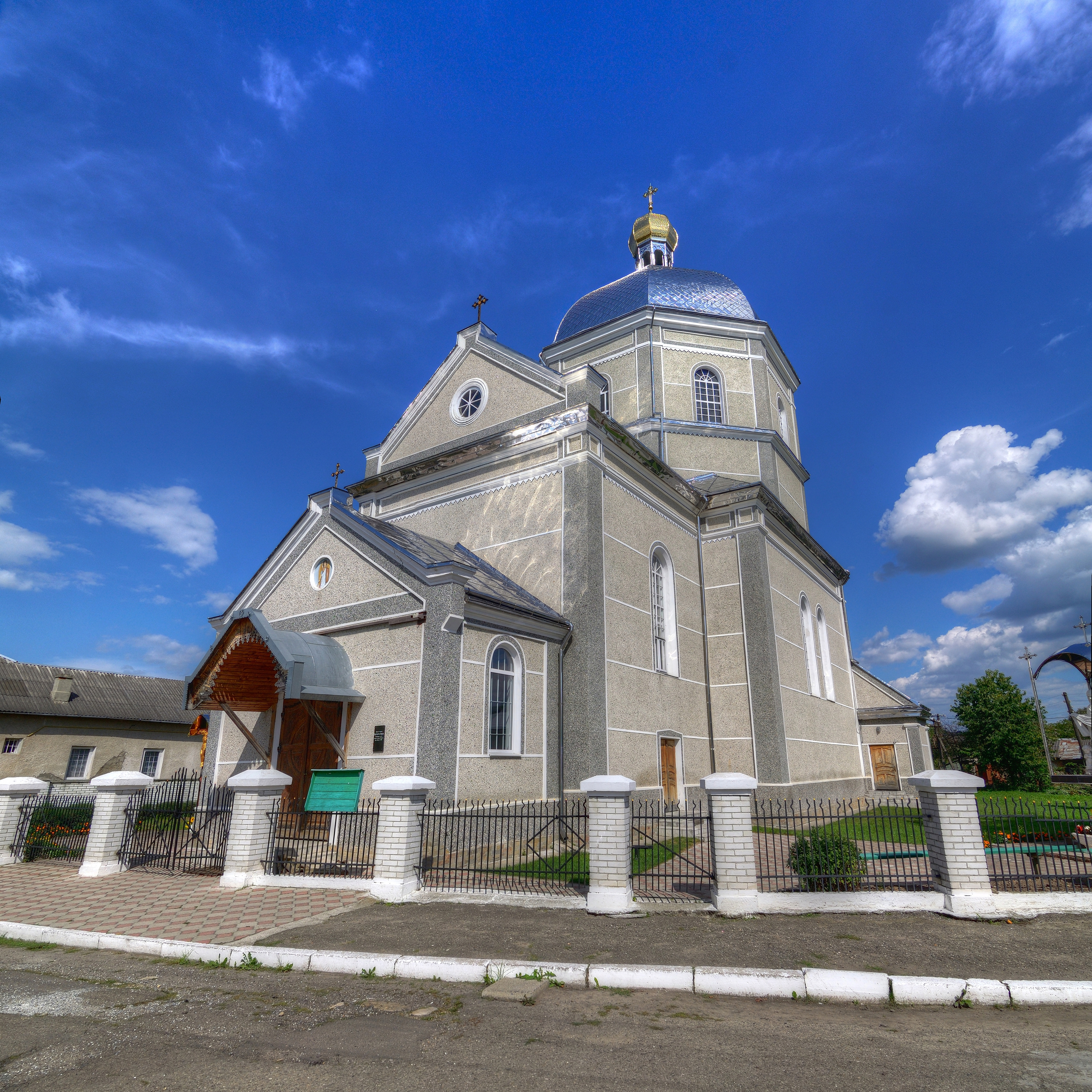
Церква Святого Архістратига Михаїла
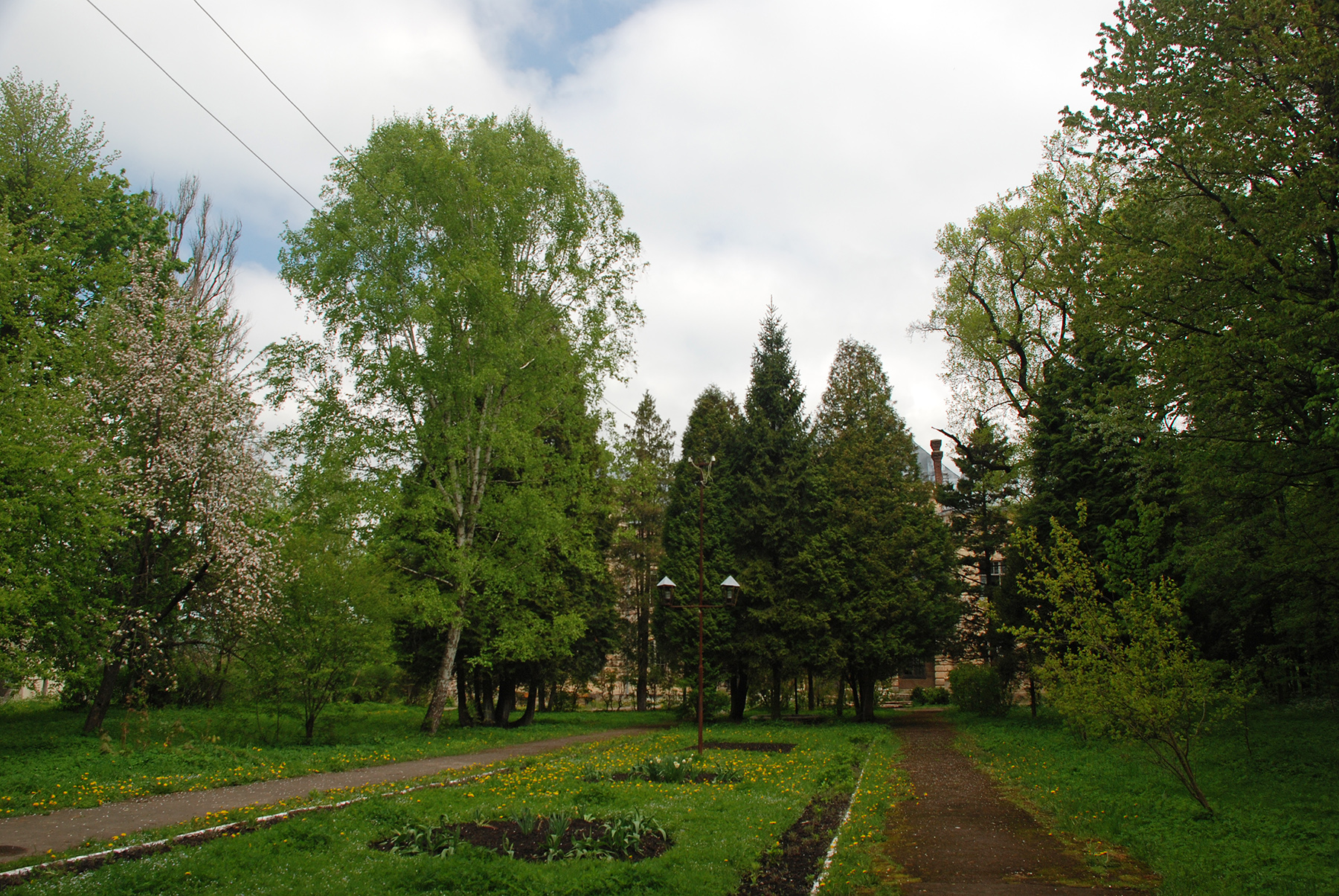
Парк біля палацу
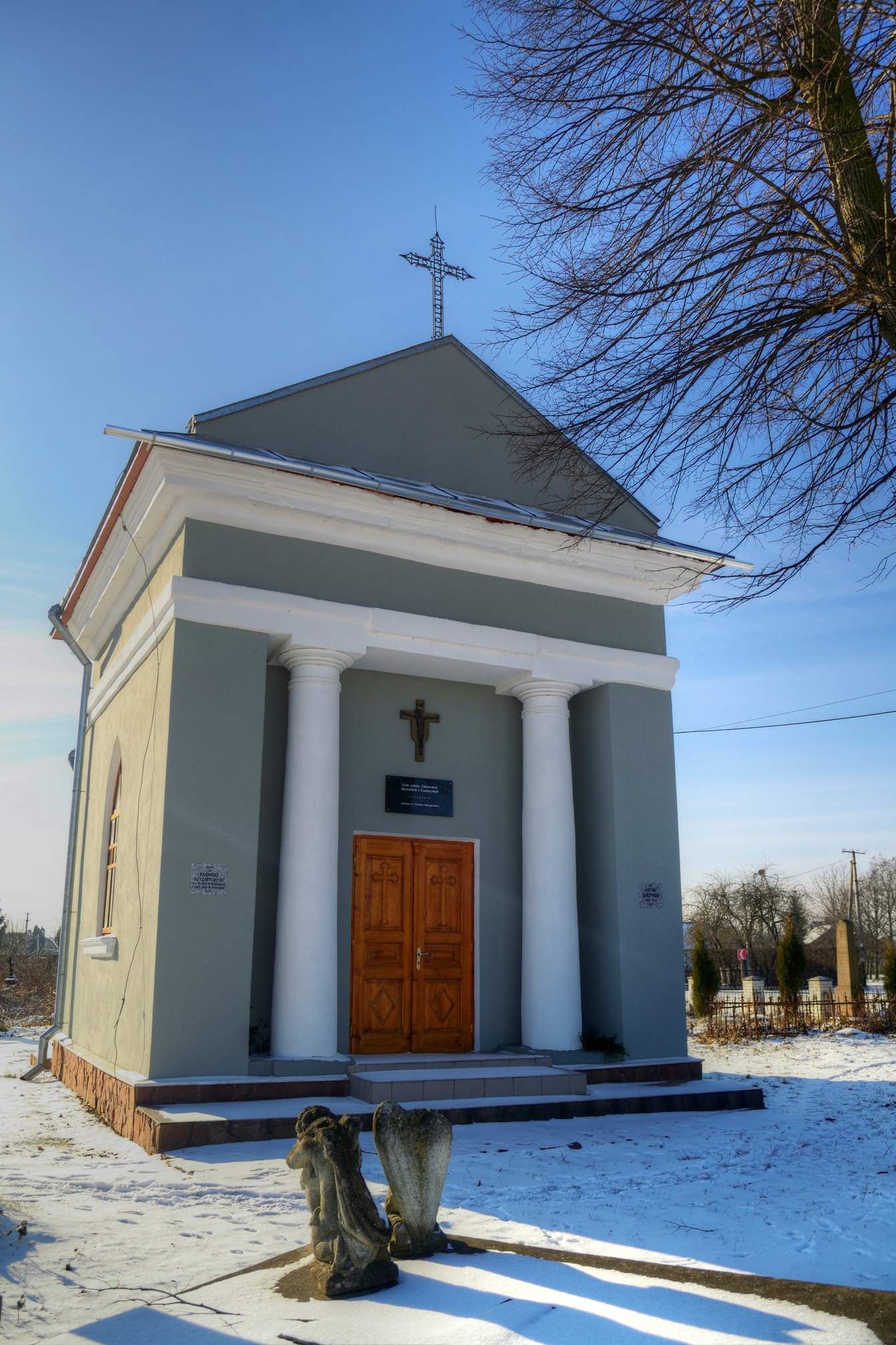
Каплиця Чарторийських
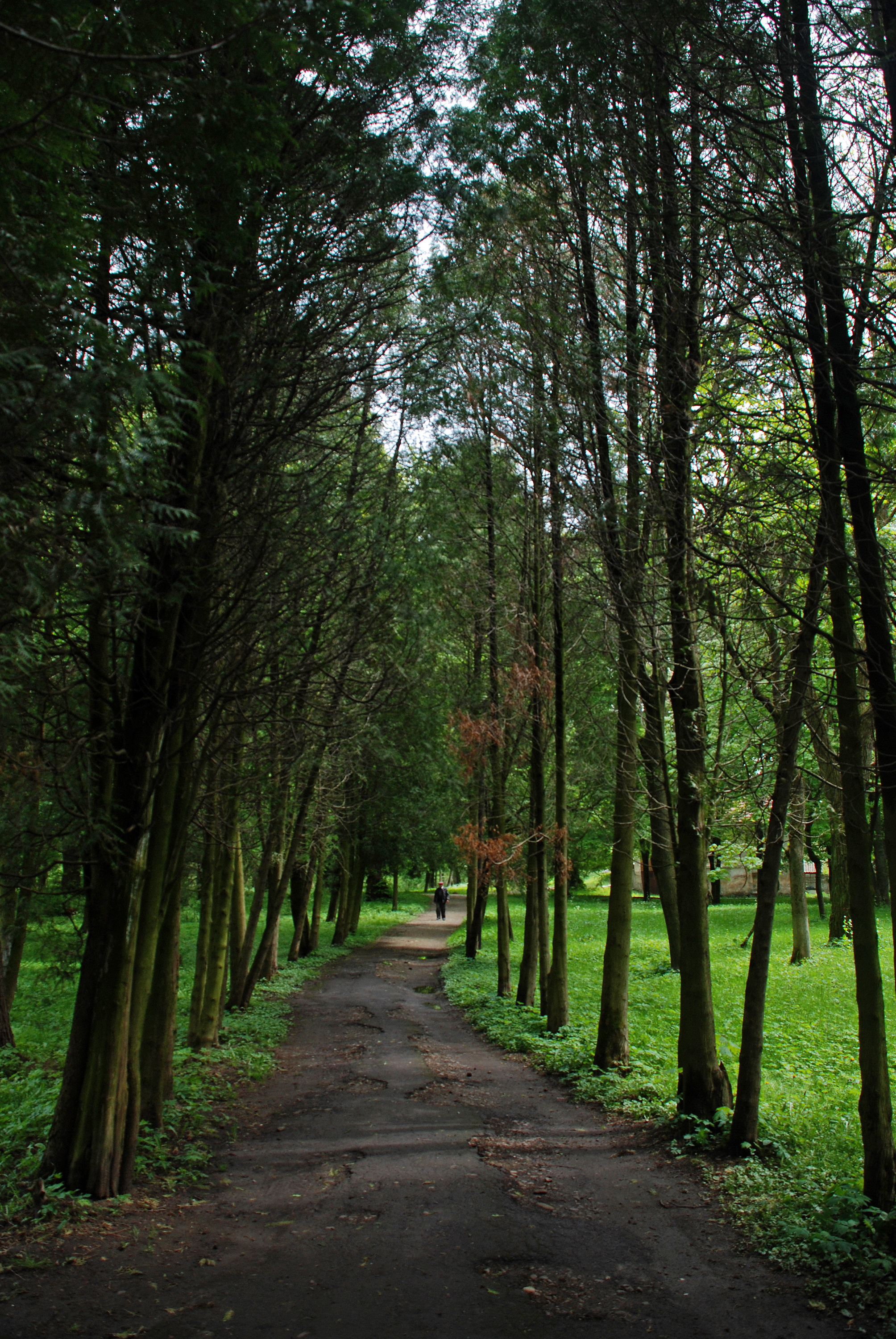
Парк

## Виноски
1. ↑  https://rada.info/upload/users_files/04374890/d99680fb6203d3afec0587976440dc92.doc
2. 1 2 3 4  Стахів, Марія. Куди поїхати на вихідні зі Львова: маловідомий палац у Журавно. tvoemisto.tv (укр.) . Архів оригіналу за 3 травня 2020. Процитовано 28.04.2017.
3. ↑  Караванський, Святослав (1994). Секрети української мови. УКСП «Кобза». с. 25. ISBN 5-87274-051-4.
4. ↑  Link-Lenczowski A. Poniatowski (Ciołek Poniatowski) Stanisław h. Ciołek (1676—1762) // Polski Słownik Biograficzny. — Wrocław — Warszawa — Kraków — Gdańsk — Łódź: Zakład Narodowy Imienia Ossolińskich, Wydawnictwo Polskiej Akademii Nauk, 1983. — T. XXVII/3, zeszyt 114. — S. 480. (пол.)
5. ↑  Львова, Фотографії Старого (26 травня 2023). Коротка історія Журавно ілюстрована цікавими світлинами • Фотографії старого Львова. Фотографії старого Львова (укр.). Процитовано 8 березня 2025.
6. ↑  Журавно сайт селища 🏠 | Стрийський район | Львівська область | Україна. mista.ua (укр.). 15 квітня 2013. Процитовано 8 березня 2025.
7. ↑  М. Литвин, К. Науменко. Історія ЗУНР… С. 23.
8. ↑  М. Литвин, К. Науменко. Історія ЗУНР… С. 194.
9. ↑  Rozporządzenie Rady Ministrów z dnia 15 lutego 1927 r. o zmianie granic gminy miejskiej Żurawno w powiecie żydaczowskim, województwie stanisławowskiem. [Архівовано 19 жовтня 2016 у Wayback Machine.] (пол.)
10. ↑  Військовий інститут географічний, Варшава, 1933. Архів оригіналу за 12 вересня 2017. Процитовано 13 червня 2021.
11. ↑  Кубійович В. Етнічні групи південнозахідної України (Галичини) на 1.1.1939 [Архівовано 21 лютого 2021 у Wayback Machine.]. — Вісбаден, 1983. — с. 106.
12. ↑  Підсумки голосування на виборчих дільницях у загальнодержавному виборчому окрузі в межах ОВО № 126, Львівська область. Позачергові вибори народних депутатів України 2019 року. Архів оригіналу за 22 квітня 2021. Процитовано 19 липня 2023.
13. ↑  Відомості про підрахунок голосів виборців на виборчих дільницях одномандатного виборчого округу № 126, Львівська область. Позачергові вибори народних депутатів України 2019 року. Архів оригіналу за 25 квітня 2021. Процитовано 19 липня 2023.
14. ↑  Рідні мови в об'єднаних територіальних громадах України — Український центр суспільних даних
15. ↑  K. Piwarski. Chodorowski Aleksandr Stefan h. Korczak // Polski Słownik Biograficzny.— Kraków, 1937.— t. III/4, zeszyt 14.— 289—384 s. — S. 372. (пол.)
16. ↑  Пам'яті Ігоря Олеськіва. Архів оригіналу за 25 вересня 2020. Процитовано 23 грудня 2018.